# Lista orașelor din Republica Centrafricană
Aceasta pagină este o listă a orașelor din Republica Centrafricană.

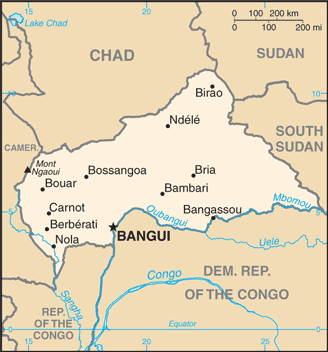
Harta Republicii Centrafricane

- Alindao
- Bambari
- Bangassou
- Bangui
- Baoro
- Batangafo
- Berbérati
- Bimbo
- Birao
- Boali
- Boda
- Bossangoa
- Bossembélé
- Bouar
- Bouca
- Bozoum
- Bria
- Carnot
- Damara
- Gambo
- Gamboula
- Ippy
- Kabo
- Kaga-Bandoro
- Kembé
- Kouango
- Mbaïki
- Mobaye
- Mongoumba
- N'Délé
- Nola
- Obo
- Ouadda
- Ouango
- Paoua
- Rafaï
- Sibut
- Zinga

## Cele mai mari orașe
1. Bangui - 622.771 (2006)
2. Bimbo - 124.176
3. Berbérati - 76.918
4. Carnot - 45.421
5. Bambari - 41.356
6. Bouar - 40.353
7. Bossangoa - 36.478
8. Bria - 35.204
9. Bangassou - 31.553
10. Nola - 29.181